# Iaspis verania
Iaspis verania is een vlinder uit de familie van de Lycaenidae. De wetenschappelijke naam van de soort werd als Thecla verania in 1868 gepubliceerd door William Chapman Hewitson.